# Calle Pichincha

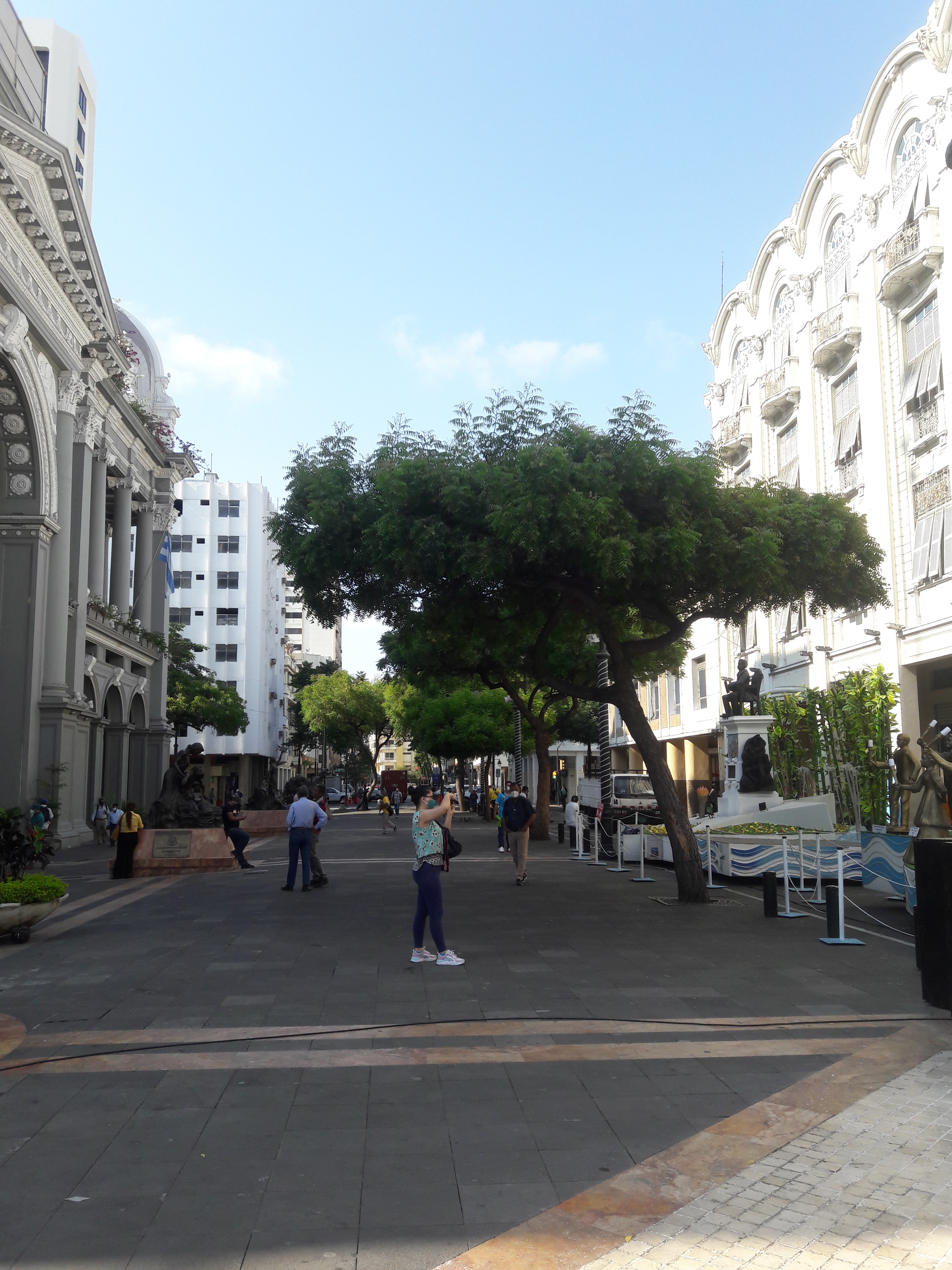
Calle Pichincha

La Calle Pichincha es una calle histórica de la ciudad ecuatoriana de Guayaquil. Se ubica en el centro de la ciudad y es conocida por ser el centro comercial de la ciudad. Su nombre es en honor a la Batalla del Pichincha.

## Historia
Tiene un trayecto de 550 metros de longitud, su existencia data del siglo XVIII cuando Guayaquil ya estaba dividida en ciudad nueva y ciudad vieja. es ese sector se ubicó la calle Real o Segunda calle como se la conoció en aquellos tiempos.
Antiguamente desde el siglo XIX fue conocida como La calle de los comercios, Esta calle actualmente se encuentra situada entre la avenida Simón Bolívar por el este y la avenida Pedro Carbo por el oeste; comienza por el norte en la avenida 9 de octubre (al norte de esta avenida la calle se llama Panamá) y termina por el sur en la calle Mejía. Circunda la zona administrativa de la ciudad con los edificios de municipios y la ex gobernación del Guayas.
En su intersección con la calle  Illingworth según Destruge se ubicaba un teatro que sería el primero que tuvo la ciudad. Mientras en el lado de su intersección con la calle Elizalde se ubicaba el antiguo foso norte que delimitaba la principiante Ciudad Nueva a principios del siglo XVIII, pero que poco después dejaría de serlo debido a que los Franciscanos se apostaron más hacia el norte que es la ubicación actual.